# Alexandru Suvorov
Alexandru Suvorov (n. 2 februarie 1987, Chișinău) este un fotbalist moldovean care evoluează la clubul Milsami Orhei și la echipa națională de fotbal a Republicii Moldova pe poziția de mijlocaș.

## Palmares
- Divizia Națională (6): 2003, 2004, 2005, 2006, 2007, 2009
- Cupa Moldovei (2): 2006, 2009

Finalist (1): 2004
- Supercupa Moldovei (1): 2005-2006
- Cupa CSI (2): 2003, 2009

## Goluri internaționale
| #  | Data              | Stadion                            | Oponent    | Scor | Rezultat | Competiția                                             |
| -- | ----------------- | ---------------------------------- | ---------- | ---- | -------- | ------------------------------------------------------ |
| 1. | 3 septembrie 2010 | Stadionul Zimbru, Chișinău         | Finlanda   | 1–0  | 2–0      | Preliminariile Campionatului European de Fotbal 2012   |
| 2. | 7 septembrie 2010 | Stadionul Ferenc Szusza, Budapesta | Ungaria    | 1–2  | 1–2      | Preliminariile Campionatului European de Fotbal 2012   |
| 3. | 29 martie 2011    | Råsunda, Solna                     | Suedia     | 1–2  | 1–2      | Preliminariile Campionatului European de Fotbal 2012   |
| 4. | 11 octombrie 2011 | Stadionul Zimbru, Chișinău         | San Marino | 3–0  | 4–0      | Preliminariile Campionatului European de Fotbal 2012   |
| 5. | 26 martie 2013    | Stadionul Cernomoreț, Odesa        | Ucraina    | 1–2  | 1–2      | Calificările pentru Campionatul Mondial de Fotbal 2014 |